# Seznam ulic v Brně-Medlánkách
Seznam ulic v Brně-Medlánkách uvádí přehled ulic a veřejných prostranství na území městské části Brno-Medlánky, která je územně totožná s evidenční částí obce Medlánky a s katastrálním územím Medlánky.

## Seznam
| Název           | Pojmenováno po                                                  | Souřadnice                       | Obrázek | Commons                | RÚIAN  | Mapy.cz         |
| --------------- | --------------------------------------------------------------- | -------------------------------- | ------- | ---------------------- | ------ | --------------- |
| Borůvková       | Otakar Borůvka                                                  | 49°14′17″ s. š., 16°34′49″ v. d. |         |                        | 21792  | stre&id=79024   |
| Broskvoňová     | broskvoň obecná                                                 | 49°14′20″ s. š., 16°34′55″ v. d. |         |                        | 21784  | stre&id=79023   |
| Hradecká        | Hradec Králové                                                  | 49°15′22″ s. š., 16°35′4″ v. d.  |         | Hradecká (Brno)        | 26948  | stre&id=79539   |
| Hrušňová        | hrušeň obecná                                                   | 49°14′23″ s. š., 16°34′48″ v. d. |         |                        | 24384  | stre&id=79282   |
| Hrázka          | hranice                                                         | 49°14′44″ s. š., 16°34′24″ v. d. |         |                        | 765279 | stre&id=149588  |
| Hudcova         | Karel Hudec                                                     | 49°14′15″ s. š., 16°34′47″ v. d. |         | Hudcova (Brno)         | 24414  | stre&id=79285   |
| Hujíčkova       | František Hujíček                                               | 49°14′25″ s. š., 16°34′18″ v. d. |         |                        | 24422  | stre&id=79286   |
| Jabloňová       | jabloň                                                          | 49°14′20″ s. š., 16°34′49″ v. d. |         |                        | 24562  | stre&id=79300   |
| Jasmínová       | jasmín                                                          | 49°14′26″ s. š., 16°34′8″ v. d.  |         |                        | 24724  | stre&id=79316   |
| Ječná           | ječmen                                                          | 49°14′32″ s. š., 16°34′45″ v. d. |         |                        | 24791  | stre&id=79323   |
| K Babě          |                                                                 | 49°14′44″ s. š., 16°34′18″ v. d. |         |                        | 765287 | stre&id=149589  |
| K Rybníku       | chovný rybník                                                   | 49°14′41″ s. š., 16°34′18″ v. d. |         |                        | 765295 | stre&id=149590  |
| Ke Statku       |                                                                 | 49°14′38″ s. š., 16°34′22″ v. d. |         |                        | 765309 | stre&id=149591  |
| Kuřimská        | Kuřim                                                           | 49°14′15″ s. š., 16°35′9″ v. d.  |         |                        | 26778  | stre&id=79522   |
| Kytnerova       | Leopold Kytner                                                  | 49°14′32″ s. š., 16°34′29″ v. d. |         | Kytnerova              | 26824  | stre&id=79527   |
| Mandloňová      | mandloňovité                                                    | 49°14′24″ s. š., 16°34′46″ v. d. |         |                        | 27405  | stre&id=79585   |
| Matalova        | Bohumír Matal                                                   | 49°14′27″ s. š., 16°34′33″ v. d. |         |                        | 27626  | stre&id=79607   |
| Meruňková       | meruňka japonská                                                | 49°14′25″ s. š., 16°34′44″ v. d. |         |                        | 27821  | stre&id=79627   |
| Nadační         |                                                                 | 49°14′45″ s. š., 16°34′17″ v. d. |         |                        | 772399 | stre&id=150440  |
| Obůrky          |                                                                 | 49°14′27″ s. š., 16°34′26″ v. d. |         |                        | 28983  | stre&id=79741   |
| Ostružinová     | Ostružiník ježiník                                              | 49°14′14″ s. š., 16°34′56″ v. d. |         |                        | 36501  | stre&id=80489   |
| Ovocná          | zahrada                                                         | 49°14′26″ s. š., 16°34′42″ v. d. |         |                        | 29297  | stre&id=79772   |
| Palackého třída | František Palacký                                               | 49°13′14″ s. š., 16°35′48″ v. d. |         | Palackého třída (Brno) | 30546  | stre&id=79896   |
| Palírenská      | palírna                                                         | 49°14′30″ s. š., 16°34′12″ v. d. |         |                        | 29335  | stre&id=79776   |
| Podpěrova       | Josef Podpěra                                                   | 49°14′25″ s. š., 16°34′50″ v. d. |         |                        | 29882  | stre&id=79830   |
| Polívkova       | František Polívka                                               | 49°14′22″ s. š., 16°34′51″ v. d. |         |                        | 29998  | stre&id=79841   |
| Purkyňova       | Jan Evangelista Purkyně                                         | 49°13′30″ s. š., 16°34′58″ v. d. |         | Purkyňova (Brno)       | 30589  | stre&id=79900   |
| Rybízová        | meruzalka                                                       | 49°14′12″ s. š., 16°35′1″ v. d.  |         |                        | 36749  | stre&id=80513   |
| Rysova          | František Rys                                                   | 49°14′33″ s. š., 16°34′12″ v. d. |         | Rysova                 | 31178  | stre&id=79959   |
| Suchého         | Alois Suchý                                                     | 49°14′32″ s. š., 16°34′34″ v. d. |         | Suchého (Brno)         | 32395  | stre&id=80080   |
| Suzova          | Jindřich Suza                                                   | 49°14′21″ s. š., 16°34′53″ v. d. |         |                        | 32425  | stre&id=80083   |
| Turistická      | turistika cestovní ruch                                         | 49°14′33″ s. š., 16°33′56″ v. d. |         | Turistická (Brno)      | 33600  | stre&id=80200   |
| Třešňová        | třešeň                                                          | 49°14′27″ s. š., 16°34′40″ v. d. |         |                        | 33502  | stre&id=80190   |
| V Újezdech      |                                                                 | 49°14′38″ s. š., 16°34′18″ v. d. |         | V Újezdech             | 710121 | stre&id=143917  |
| Višňová         | višeň obecná                                                    | 49°14′29″ s. š., 16°34′39″ v. d. |         |                        | 34576  | stre&id=80297   |
| Vycházková      | chůze                                                           | 49°14′34″ s. š., 16°34′4″ v. d.  |         |                        | 691313 | stre&id=142116  |
| Za Parkem       | zámecký park v Medlánkách                                       | 49°14′21″ s. š., 16°34′20″ v. d. |         |                        | 810002 | stre&id=5182603 |
| náměstí Odboje  | československý protinacistický odboj První československý odboj | 49°14′27″ s. š., 16°34′14″ v. d. |         |                        | 28576  | stre&id=79700   |
| Žebětínek       |                                                                 | 49°14′23″ s. š., 16°34′7″ v. d.  |         |                        | 35793  | stre&id=80419   |